# محمود الحنفي
محمود الحنفي (5 مايو 1977) لاعب كرة قدم بحريني معتزل كان يجيد اللعب في مركز المهاجم.

## الإنجازات

### الرفاع
- الدرجة الأولى (1): 2005
- كأس ولي العهد (1): 2005

### الحد
- كأس ملك البحرين (1): 2015